# Walter Pater

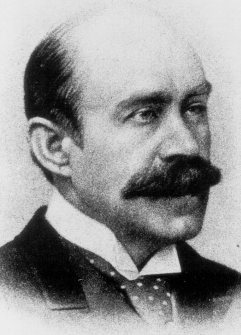
Walter Pater

Walter Horatio Pater (Shadwell, Londen, 4 augustus 1839 – Oxford, 30 juli 1894) was een Engels schrijver, essayist en criticus die zijn tijdgenoten door middel van zijn historische romans, verhalen, en vooral zijn essays wilde tonen hoe de kunst en de literatuur van de Renaissance geïnterpreteerd diende te worden.

## Leven en werk
Pater was de zoon van een arts, maar werd al vroeg wees. Hij verhuisde naar Enfield en werd opgevoed door een aantal vrouwelijke familieleden. Uiteindelijk ging hij klassieke talen studeren aan de Universiteit van Oxford, waar hij onder invloed kwam van John Ruskin en John Keble. Na zijn studie was hij lange tijd leraar in Oxford. Zijn zuster Clara Pater (1841–1910), een voorstander van vrouweneducatie, doceerde Oudgrieks en Latijn aan Somerville College, waar hijzelf een van de medeoprichters van was.
Pater debuteerde in 1866 met een essay over Samuel Taylor Coleridge. Na een reis door Italië schreef hij een reeks essays over onder anderen Da Vinci, Botticelli en Michelangelo, in 1873 verzameld in Studies in the History of the Renaissance. Hierin probeerde hij vooral de unieke sensaties van kunstwerken te analyseren en tot hun wezenskenmerken te herleiden. Het sceptische, Hegeliaans en platonisch georiënteerde werk van Pater werd door een kleine groep 'esthetische' kunstenaars, onder wie Oscar Wilde, hogelijk geprezen.
Pater was een traag maar zorgvuldig werker. Pas in 1885 verscheen zijn volgende werk, Marius the Epicurean, over de geestelijke zwerftocht van een aanzienlijke Romein, een vriend van Marcus Aurelius, die door het christendom werd aangetrokken en uiteindelijk stierf als martelaar zonder vertrouwen in zijn geloof. Het boek is geen echte historische roman: de karakters zijn vaag en er is nauwelijks actie. Het gaat vooral om de esthetische belevingsdrang van de held, waarmee het uitgroeide tot een soort manifest van de prerafaëlieten. Van Pater stamt ook het devies “art for art's sake”, dat de verwerping van alle moraal en dwang in de kunst en de esthetische waarden beklemtoont.
In 1882 vestigde Pater zich voor enige tijd in Rome en in 1887 verhuisde hij naar Londen, waar zijn reeks filosofische karaktertekeningen Imaginary Portraits verscheen. Daarna werkte hij zes jaar aan Plato and Platonism. In 1896 verschenen zijn Essays from the Guardian.